# ویشهراد (قایق بخار)
ویشهراد (قایق بخار) (به انگلیسی: Vyšehrad (steamboat)) یک کشتی است که طول آن ۶۲ متر (۲۰۳ فوت) می‌باشد. این کشتی  در سال ۱۹۳۸ ساخته شد.